# Крајпуташ у Шилопају
Крајпуташ у Шилопају  (Општина Горњи Милановац) налази се на ивици парохијског имања цркве Светог Николе, у непосредној близини раскршћа путева за Церову, Давидовицу и Криву Реку. Не зна се коме је подигнут.

## Опис споменика
Осим крста уписаног у кружницу, споменик нема других орнаменталних или словних уреза, по чему се може грубо датирати у прву половину 19. века.
Равнострани стуб исклесан је од жућкастог пешчара. Његове првобитне димензије износиле су 94х34х34 cm. Донедавно у релативно добром стању, споменик је у скорије време грубо механички оштећен, преломљен и положен на земљу.